# Швеція на зимових Паралімпійських іграх 2010
Швеція на X зимових Паралімпійських іграх, які проходили у 2010 році у канадському Ванкувері, була представлена 24 спортсменами у всіх видах спорту. Прапороносцем на церемоніях відкриття та закриття Паралімпійських ігор був следж-хокеїст Єнс Каск. Шведські атлети завоювали 2 бронзоіу медалі. Збірна Швеції зайняла неофіційне 18 загальнокомандне залікове місце.

## Медалісти
| Медаль | Призери                                                               | Вид спорту        | Дисципліна                             |
| ------ | --------------------------------------------------------------------- | ----------------- | -------------------------------------- |
| Бронза | Ялле Юнгнель Анетт Вільгельм Гленн Іконен Патрік Бурман Патрік Каллін | Керлінг на візках |                                        |
| Бронза | Себастьян Модін                                                       | Лижні перегони    | спринт, 1 км, з вадами зору (чоловіки) |

## Біатлон
| Спортсмен       | Дисципліна                                              | Фінал        | Фінал        | Фінал        | Фінал             | Фінал        |
| Спортсмен       | Дисципліна                                              | Реальний час | Промахи      | Фактор %     | Розрахунковий час | Місце        |
| --------------- | ------------------------------------------------------- | ------------ | ------------ | ------------ | ----------------- | ------------ |
| Гокан Аксельсон | 2 × 3 км гонка переслідування, з вадами зору (чоловіки) | 13:56.81     | 3+4          | 98           | 16:00.07          | 14           |
| Себастьян Модін | 2 × 3 км гонка переслідування, з вадами зору (чоловіки) | не стартував | не стартував | не стартував | не стартував      | не стартував |

## Гірськолижний спорт
| Спортсмен           | Дисципліна                            | Фінал        | Фінал        | Фінал        | Фінал         | Фінал        | Фінал |
| Спортсмен           | Дисципліна                            | Спуск 1      | Спуск 2      | Спуск 3      | Загальний час | Місце        |       |
| ------------------- | ------------------------------------- | ------------ | ------------ | ------------ | ------------- | ------------ | ----- |
| Ліннея Оттосон Ейде | гігантський слалом, сидячи (жінки)    | 1:40.39      | не фінішував | не фінішував | не фінішував  | не фінішував |       |
| Ліннея Оттосон Ейде | слалом, сидячи (жінки)                | 1:35.40      | 1:21.35      |              | 2:56.75       | 9            |       |
| Петтер Ледін        | супергігант, сидячи (чоловіки)        |              |              |              | не фінішував  | не фінішував |       |
| Петтер Ледін        | гігантський слалом, сидячи (чоловіки) | не фінішував | не фінішував | не фінішував | не фінішував  | не фінішував |       |
| Сімон Якобсен       | гігантський слалом, сидячи (чоловіки) | не фінішував | не фінішував | не фінішував | не фінішував  | не фінішував |       |
| Сімон Якобсен       | слалом, сидячи (чоловіки)             | 1:09.56      | 1:16.17      |              | 2:25.73       | 30           |       |

## Керлінг у візках
| Склад команди                                                                              | Круговий раунд        | Круговий раунд | Тайбрейк     | Півфінал      | Фінал     | Місце |
| Склад команди                                                                              | Суперник Результат    | Rank           | Тайбрейк     | Півфінал      | Фінал     | Місце |
| ------------------------------------------------------------------------------------------ | --------------------- | -------------- | ------------ | ------------- | --------- | ----- |
| Ялле Юнгнель Анетт Вільгельм Гленн Іконен Патрік Бурман Патрік Каллін Тренер: Томас Нордін | Швейцарія L 6–7       | 4              | Італія W 5–6 | Канада L 5–10 | США W 7–5 |       |
| Ялле Юнгнель Анетт Вільгельм Гленн Іконен Патрік Бурман Патрік Каллін Тренер: Томас Нордін | Південна Корея L 4–8  | 4              | Італія W 5–6 | Канада L 5–10 | США W 7–5 |       |
| Ялле Юнгнель Анетт Вільгельм Гленн Іконен Патрік Бурман Патрік Каллін Тренер: Томас Нордін | Італія L 1–9          | 4              | Італія W 5–6 | Канада L 5–10 | США W 7–5 |       |
| Ялле Юнгнель Анетт Вільгельм Гленн Іконен Патрік Бурман Патрік Каллін Тренер: Томас Нордін | Норвегія W 4–6        | 4              | Італія W 5–6 | Канада L 5–10 | США W 7–5 |       |
| Ялле Юнгнель Анетт Вільгельм Гленн Іконен Патрік Бурман Патрік Каллін Тренер: Томас Нордін | Канада W 8–4          | 4              | Італія W 5–6 | Канада L 5–10 | США W 7–5 |       |
| Ялле Юнгнель Анетт Вільгельм Гленн Іконен Патрік Бурман Патрік Каллін Тренер: Томас Нордін | США W 4–6             | 4              | Італія W 5–6 | Канада L 5–10 | США W 7–5 |       |
| Ялле Юнгнель Анетт Вільгельм Гленн Іконен Патрік Бурман Патрік Каллін Тренер: Томас Нордін | Велика Британія W 7–6 | 4              | Італія W 5–6 | Канада L 5–10 | США W 7–5 |       |
| Ялле Юнгнель Анетт Вільгельм Гленн Іконен Патрік Бурман Патрік Каллін Тренер: Томас Нордін | Японія L 8–7          | 4              | Італія W 5–6 | Канада L 5–10 | США W 7–5 |       |
| Ялле Юнгнель Анетт Вільгельм Гленн Іконен Патрік Бурман Патрік Каллін Тренер: Томас Нордін | Німеччина W 3–10      | 4              | Італія W 5–6 | Канада L 5–10 | США W 7–5 |       |

## Лижні перегони
| Спортсмен       | Дисципліна                      | Фінал        | Фінал             | Фінал        |
| Спортсмен       | Дисципліна                      | Час          | Розрахунковий час | Місце        |
| --------------- | ------------------------------- | ------------ | ----------------- | ------------ |
| Гокан Аксельсон | 10 км, з вадами зору (чоловіки) | 33:53.2      | 33:12.5           | 12           |
| Гокан Аксельсон | 20 км, з вадами зору (чоловіки) | не фінішував | не фінішував      | не фінішував |
| Себастьян Модін | 10 км, з вадами зору (чоловіки) | 34:53.7      | 30:21.5           | 9            |
| Себастьян Модін | 20 км, з вадами зору (чоловіки) | 1:08:50.4    | 58:30.8           | 11           |
| Стіна Селлін    | 5 км, стоячи (жінки)            | 19:28.1      | 17:54.7           | 4            |
| Стіна Селлін    | 15 км, стоячи (жінки)           | 1:00:51.3    | 59:01.8           | 10           |

спринт
| Спортсмен       | Дисципліна                       | Кваліфікація | Кваліфікація      | Кваліфікація | Півфінал   | Півфінал   | Фінал      | Фінал |
| Спортсмен       | Дисципліна                       | Час          | Розрахунковий час | Місце        | Час        | Місце      | Час        | Місце |
| --------------- | -------------------------------- | ------------ | ----------------- | ------------ | ---------- | ---------- | ---------- | ----- |
| Себастьян Модін | спринт, з вадами зору (чоловіки) | 3:49.33      | 3:19.52           | 2 Q          | 3:50.0     | 1 Q        | 3:50.2     |       |
| Гокан Аксельсон | спринт, з вадами зору (жінки)    | 3:44.89      | 3:40.39           | 16           | не пройшов | не пройшов | не пройшов | 16    |
| Стіна Селлін    | спринт, стоячи (жінки)           | 4:49.85      | 4:25.27           | 7 Q          | 4:56.9     | 4          | не пройшов | 7     |

## Следж-хокей

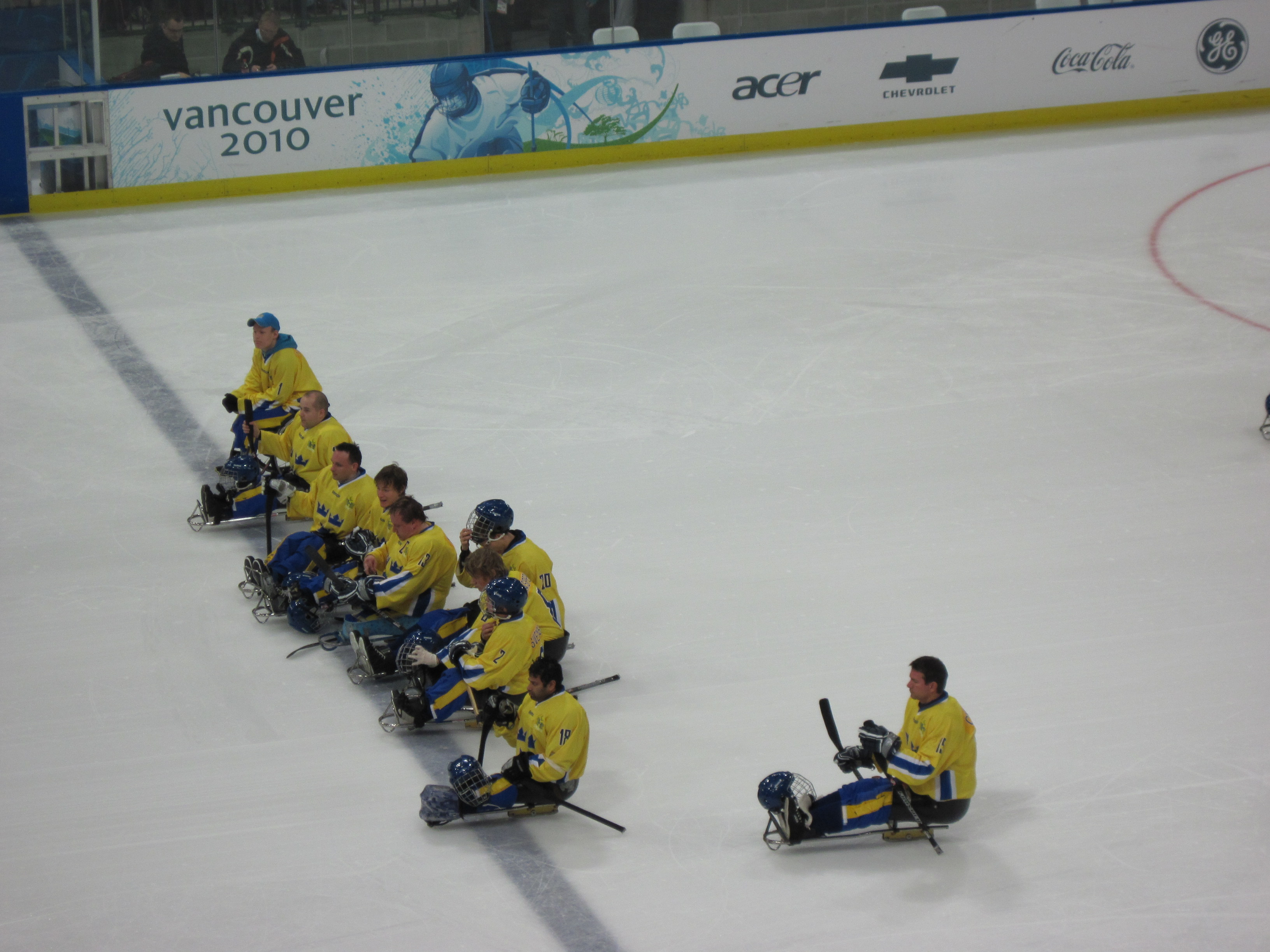
Команда Швеції зі следж-хокею на зимових Паралімпійських іграх 2010

| Склад команди | Груповий раунд (група B) | Груповий раунд (група B) | Півфінал             | Фінал              | Фінал |
| Склад команди | Суперник Результат       | Місце                    | Суперник Результат   | Суперник Результат | Місце |
| --- | ------------------------ | ------------------------ | -------------------- | ------------------ | ----- |
| Арон Андерссон Магнус Карлссон Дедйо Енгмарк Маркус Гольм Holm Ніклас Інгварссон Єнс Каск Пер Каспері Альбін Ліндель Расмус Лундгрен Ульф Нільсон Ніклас Ракос Дан Свенссон Андерс Вістранд | Норвегія L 2–1           | 5                        | Південна Корея L 1–2 | Італія L 4–0       | 8     |
| Арон Андерссон Магнус Карлссон Дедйо Енгмарк Маркус Гольм Holm Ніклас Інгварссон Єнс Каск Пер Каспері Альбін Ліндель Расмус Лундгрен Ульф Нільсон Ніклас Ракос Дан Свенссон Андерс Вістранд | Канада L 10–1            | 5                        | Південна Корея L 1–2 | Італія L 4–0       | 8     |
| Арон Андерссон Магнус Карлссон Дедйо Енгмарк Маркус Гольм Holm Ніклас Інгварссон Єнс Каск Пер Каспері Альбін Ліндель Расмус Лундгрен Ульф Нільсон Ніклас Ракос Дан Свенссон Андерс Вістранд | Італія W 0–1             | 5                        | Південна Корея L 1–2 | Італія L 4–0       | 8     |